# Ilbide
Ilbide est le mot basque désignant le chemin des morts, de il (« mort ») et bide (« chemin »). On l'appelle également hilbide, erribide (chemin du pays), korputzbide (chemin des cadavres), gorputzbide (littéralement : chemin des corps), kuutzebide (chemin de la croix), kurtzeko bide, andabide (chemin des cercueils), elzabide (chemin de l'église), zurrunbide (chemin des cadavres (Soule), etc. C'est le chemin qui conduit de la maison à l'église.
Le cortège funèbre, ou ceux qui accompagnent le cadavre de la maison mortuaire à l'église et au cimetière, doit toujours passer par des chemins définis, fixes, réunissant la maison à son lieu de sépulture, l'église ou le cimetière. Si jamais on passe par un autre endroit, dès cet instant le chemin emprunté sera déclaré chemin public.
Ilbide est en quelque sorte une route sacrée car elle est le trait d'union établi entre la maison et sa sépulture, elle est le chemin par où passe la croix, les morts et le cortège funèbre, c'est là qu'on brûle le lit du défunt et que l'on prie pour lui le jour de l'enterrement.

## Étymologie
Il signifie « mort » en basque. Ceci concerne les êtres humains et les abeilles (Erle), animal sacré chez les Basques. Pour les animaux, domestiques ou sauvages, on emploiera le mot Galdu. 
Il n'existe pas de genre (masculin, féminin) dans la langue basque et toutes les lettres se prononcent. Il n'y a donc pas d'association comme pour le français où qu se prononce k. 